# Миланка Станкић
Миланка Станкић (Алекса Шантић (Сомбор), Србија, 1964) српски је филолог, методичар и зачетник феномен наставе, аутор корелативно-интегративног програма Корак ка култури.

## Биографија
Миланка Станкић, магистар филолошких наука, докторандус. Одрасла у селу Алекса Шантић (Сомбор) где је завршила основну школу. Одрастајући у арборетуму „9.мај“ стиче прве појмове о архитектури, пејзажној архитектури и историји уметности. Средњу школу „Вељко Петровић“ је завршила у Сомбору, а културолошки смер у Суботици и прво звање које добија је организатор културних активности. Филозофски факултет у Новом Саду јој пружа диплому професора српскохрватског језика и јужнословенских књижевности, где образовање стиче код професора Драгољуба Петровића, Јована Јерковића, Јована Кашића, Јасмине Грковић Мејџор... На истом факултету је одбранила и магистарску тезу. Има докторску дисертацију из области примењене корелације.
Аутор приручника за додатну наставу “Језик кроз игру”, Збирке задатака за српски језик 5-8. разреда и Збирке задатака за српски као нематерњи у основним школама (збирке доживеле по пет издања). Коаутор приручника “Суботица зна шта је компостирање”, аутор збирке драмских текстова за децу “Зекологија” и аутор приручника за ученике нижих разреда основних школа из области компостирања “Компост (ни)је прост“. Аутор текстова за ЦД са дечијим еколошким песмама „Зелено је тако чудесно“. Учествовала у стварању видео-игрице о компостирању. 
Аутор текста и редитељ представа: “Зекологија”, “Добривоје Добрић”, “Испало ти је нешто”, “Компост није компот”, “Војвођанска банана”, “Пинокио”. Извођени је аутор са представом “Зекологија”. Са представом “Фантомче Плуфт” освојила 1. награду на смотри дечијег стваралаштва у Суботици и добила позив за Међународни фестивал позоришта за дијецу у Котору, са представом “Зекологија” учествовала на 13. хумора за децу у Лазаревцу (1. награда за најбољу женску улогу) и била једини суботички представник икада. Ауторска представа “Пинокио” имала је праизведбу у Дечијем културном центру у Београду. Представа “Компост није компот” освојила 1. награду на општинској смотри дечијег стваралаштва за најбољу представу у целини. Иницијатор и оснивач фестивала “Зелена сцена” чији је председник жирија била глумица Мирјана Карановић. Представа “Покондирена тиква”, коју је режирала, екранизована је у оквиру школског програма РТВ НС. По позиву, учествовала на Фестивалу еколошких представа у Бачкој Паланци.
Председник Удружења "Млади и игра"
Председник Подружнице Друштва за српски језик „Сава Мркаљ“ на чијем челу уводи праксу доделе диплома најуспешнијим ученицима на такмичењу из српског језика у Великој већници Градске куће у Суботици. Поводом 165 година од потписивања Бечког књижевног договора, реализовала је наградно путовање у Беч за 50 најуспешнијих ђака и њихових наставника и тамо је започет процес формирања суботичке Подружнице где су наставници формално у згради Бечког универзитета потписали приступницу.

## Пројекти
Координатор пројеката: “Моцарт – живот и дело”, Школске кецеље, Говорите ли еколошки? Носилац активности са средњошколцима у оквиру програма Абецеда демократије у организацији групе 484, војвођанског семинара о компостирању, Био-башта, једини координатор из Републике Србије у реализацији пројекта СРП4. Учествовала у писању сценарија за емисију “Суботички таленти” РТВ НС, сценарија за еко-маскенбал РТВ Београд 2, Зеленог ракурса, Органске перспективе. То знам и ја, То треба да знају сви, Прва канта...
Активна у Клубу корективне гимнастике КОРАК и део тима који организује летње и зимске кампове корективне гимнастике који су добили акредитацију Министарства „просвете Републике Србије”. Архивирано из оригинала 19. 08. 2013. г..
Један од оснивача Компост Тима који у сарадњи са швајцарским стручњацима врши едукацију најмлађих у области екологије и компостирања. Поседује међународни сертификат саветника за компостирање.
Стални дописник Просветног прегледа и суботичких медија. 
Лекторисала следеће књиге: ”Гледај како растем”, Љубомира Станкића, "Допунска исхрана и важније антропометријске карактеристике школске деце у Суботици" , др Мирјане Гуриновић, ”Суботица зна шта је компостирање, група аутора, ”Боравак деце на болничком смештају”, Јасмине Кнежевић.
Идејни оснивач и реализатор Прве међународне конференције културног туризма ICCUTO која је окупила представнике 5 земаља, а добила подршку УНЕСКО Канцеларије у Венецији. 
Запослена у основној школи од 1989. Учесник семинара који негују комуникацију и вештине, специјалистичких семинара из области српског језика, културе изражавања, драмског стваралаштва...
Педагошки рад обележиле су и следеће награде у области литерарног стваралаштва: са учеником Владимиром Клусковићем - 2. републичка награда за рад ”Моје будуће занимање”, Ернест Нимчевић - друга награда на међународном конкурсу у организацији Европског покрета на тему ”Моја улица”. Њени ученици: Вања Ивковић Ивандекић, Бригита Гергељ, Тамара Золнајић и Габриела Илић имају објављене песме у књизи ”100 младих талената”.
На лингвистичком пољу следећи ученици су освајали прва места на општинским и међуопштинским такмичењима: Бранислава Пижурица, Лидија Цвијетић, Јелена Дрча, Бојана Трајчески, Никола Матовић, Гордана Ристић, Исидора Шинковић, Иванка Вишњић, Војислав Михајловић.
Покретач и уредник школског часописа у ОШ ”Соња Маринковић”.
Један од оснивача Друштва за српски језик ”АЗ”, учествовала у оснивању Друштва Словенаца у Суботици „Триглав“ и „Женских студија“
За активности евалуатора уџбеника Издавачка кућа Клет јој доделила признање за допринос у неговању српског језика и културе говора.
Објављује радове у научним зборницима у земљи и иностранству. 
Формирала Библиотекарску секцију „Читачи снова“ у ОШ „Свети Сава“ у Суботици и низом активности промовисала културу говора и започела низ међумесних, регионалних и међународних пројеката са циљем да се шири писменост и култура изражавања међу ученицима – Старословенско наслеђе у српском језику, „Читање Лазе“, „Трагом наших Парижана“, „Суботичке инкунабуле“ 
Помаже ученицима да постану друштвено одговорни, да брину о енергетској ефикасности, да се баве ангажованом фотографијом и подстиче ученички активизам. Јована Калаба и Невена Тот Петин због тога стичу сертификат ГИЗ-а за предузетништво у органској пољопривреди. Са ученицима је формирала органску башту на Бикову.
Била председник професора српског језика Севернобачког округа и координатор Ђачког парламента.
Координисала рад еколошких удружења на територији Града Суботице.
Излагала рад на Амбасадорској конференцији у Београду.
Учествовала у формирању Канцеларије за младе у Суботици.
Координатор пројекта „За зеленије и чистије школе Војводине“ и еколошког филма „Моје школско екологисање“ који је у конкуренцији од 133 филма ушао у избор од првих 10 на Кидс фесту, а на Грин фесту у Београду ушао у конкуренцију за награду.
Сарађује са славистима и славистичким факултетима у Бечу, Трсту, Темишвару Сегедину и Љубљани.
Негује предузетништво у основним школама.
Од школске 20014/15. аутор акредитованог програма „Хрватски и српски језик у контакту“.

## Доприноси науци
- Станкић Миланка, Вежбе и контролни задаци за ученике од 5. до 8. разреда, Суботица, 1996.
- Станкић Миланка, Језик кроз игру, Суботица, 1996.
- Станкић Миланка, Језичкостилска анализа као интеграциони чинилац интерпретације књижевног текста на примеру „Плаве џамије“ Милорада Павића према моделу „Корак ка култури“, Хоризонти, конференција Високе школе струковних студија за образовање васпитача, Суботица, 2012.
- Станкић Миланка, Компост (ни)је прост, Суботица, 2009.
- Станкић Миланка, Корак ка култури; корелацијски-интегративни начин повезивања садржаја различитих дисциплина у настави[3], Симпозијум Свеучилишта * Јурја Добриле, Пула, 2013.
- Станкић Миланка, Корелацијско-интегративни приступ у организовању припрема за извођење екскурзије у шестом разреду основне школе, Други скуп младих лингвиста, Крагујевац, 2010.
- Станкић Миланка, Од „Сјећања“ до „Тврђаве“ Меше Селимовића - полазишта и стилске особености, Сарајевски филолошки сусрети, Сарајево, 2010.
- Станкић Миланка, Примењена корелација у функцији развијања културе изражавања, Учитељски факултет на мађарском језику, Суботица, 2013.
- Станкић Миланка, Српски као нематерњи, вежбе и контролни задаци за ученике од 5. до 8. разреда, Суботица, 1998.
- Станкић Миланка, Падежна синонимија, објављен сажетак, Сарајево, 2011.

## Оригинални научни методи

### Примењена корелација
Примењена корелација је дидактички метод прикупљања (према принципу приоритета) и селектовања различитих садржаја, које повезује иста наставна јединица, креирање радног материјала ради интеграције у наставни процес у циљу његовог обогаћивања.